# 셀간 간섭 조정
셀간 간섭 조정(Inter-Cell Interference Coordination, ICIC) 기술들은 무선 전원 관리(RRM) 블록에 제한을 적용시킴으로써 한 해결책을 제시하는데, 간섭에 상당한 영향을 받는 사용자들의 일부에 걸쳐 사용하기 좋은 채널 상태를 개선시켜줌에 따라 높은 스펙트럼 효율을 얻게 된다. 이렇게 조정된 자원 관리는 시그널링 속도가 다양할 수 있는 추가적인 셀간 시그널링의 도움을 받아 고정, 순응적, 실시간 조정을 통해 달성할 수 있다. 일반적으로 셀간 시그널링은 이웃 셀 간 통신 인터페이스와 사용자 장비(UE)로부터 수신한 측정 메시지 보고를 의미한다.